# ميون الغربية

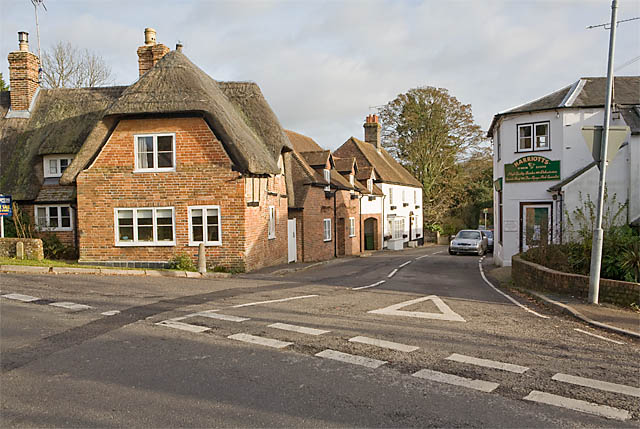
أحد شوارع ميون الغربية.

ميون الغربية، أو وست ميون (بالإنجليزية: West Meon) هي قرية إنجليزية صغيرة تقع في مقاطعة هامبشير، وتعدادها 690 نسمة. تجاورها قريتا بيترسفيلد وإيست ميون (ميون الشرقية) على منابع نهر ميون.